# Microregione di Cariri Oriental
Cariri Oriental è una microregione dello Stato di Paraíba in Brasile, appartenente alla mesoregione di Borborema.

## Comuni
Comprende 12 comuni:
- Alcantil
- Barra de Santana
- Barra de São Miguel
- Boqueirão
- Cabaceiras
- Caraúbas
- Caturité
- Gurjão
- Riacho de Santo Antônio
- Santo André
- São Domingos do Cariri
- São João do Cariri